# (12742) Delisle
(12742) Delisle – planetoida z grupy pasa głównego asteroid okrążająca Słońce w ciągu 5 lat i 177 dni w średniej odległości 3,11 j.a. Została odkryta 26 lipca 1992 roku w obserwatorium w Caussols przez Erica Elsta. Nazwa planedoidy pochodzi od Josepha-Nicolasa Delisle (1688-1768), francuskiego astronoma i kartografa. Przed jej nadaniem planetoida nosiła oznaczenie tymczasowe (12742) 1992 OF1. 